# Beaumont, Yonne
Beaumont là một xã của Pháp,tọa lạc ở tỉnh Yonne trong vùng Bourgogne-Franche-Comté. Dân địa phương trong tiếng Pháp gọi là Beaumontois.

## Hành chính
| Danh sách các thị trưởng |           |                   |      |         |
| Giai đoạn                | Giai đoạn | Tên               | Đảng | Tư cách |
| 2008                     | ----      | Alain Kazmierczak |      |         |
| 2001                     | 2008      | Alain Kazmierczak |      |         |
| 1995                     | 2001      | Alain Kazmierczak |      |         |

## Thông tin nhân khẩu
| Năm | 1962 | 1968 | 1975 | 1982 | 1990 | 1999 |
| --- | ---- | ---- | ---- | ---- | ---- | ---- |
| Dân số | 428  | 496  | 468  | 447  | 514  | 529  |
| From the year 1962 on: No double counting—residents of multiple communes (e.g. students and military personnel) are counted only once. |      |      |      |      |      |      |